# Horst Hoeck
Horst Hoeck   (Berlín, 19 de maig de 1904 - Berlín Oest, 12 d'abril de 1969) va ser un remer alemany que va competir durant les dècades de 1920 i 1930.
El 1928 va prendre part en els Jocs Olímpics d'Amsterdam, on quedà eliminat en sèries en la prova del doble scull del programa de rem. Quatre anys més tard, als Jocs de Los Angeles, va guanyar la medalla d'or en la competició del quatre amb timoner del programa de rem. Formà equip amb Hans Eller, Walter Meyer, Joachim Spremberg i Carlheinz Neumann.
En el seu palmarès destaquen tres títols nacionals, en doble escull, quatre i vuit amb timoner.